# ATP Finals 2021 - Đơn
Alexander Zverev là nhà vô địch, đánh bại đương kim vô địch Daniil Medvedev trong trận chung kết, 6–4, 6–4.
Novak Djoković có cơ hội để cân bằng kỷ lục giành 6 danh hiệu ATP Finals của Roger Federer, nhưng thua ở vòng bán kết trước Alexander Zverev.
Đây là lần đầu tiên Hubert Hurkacz, Casper Ruud, Jannik Sinner (thay thế Matteo Berrettini) và Cameron Norrie (thay thế Stefanos Tsitsipas) tham dự giải đấu.
Lần đầu tiên trận chung kết không có tay vợt trên 25 tuổi sau năm 2005 (David Nalbandian, 23 tuổi, đánh bại Roger Federer, 24 tuổi). Đây cũng là lần đầu tiên hai cựu vô địch giải đấu vào trận chung kết sau năm 2015 (Novak Djokovic đánh bại Federer).
Sinner trở thành tay vợt đầu tiên sau Pablo Carreño Busta vào năm 2017 tham dự giải đấu với tư cách thay thế, là tay vợt trẻ nhất thắng một trận đấu sau Lleyton Hewitt vào năm 2000. Anh cũng là tay vợt trẻ nhất tham dự giải đấu sau Juan Martin del Potro vào năm 2008 và là tay vợt thay thế đầu tiên thắng một trận đấu sau Janko Tipsarević vào năm 2011.
Matteo Berrettini bỏ cuộc trong trận đấu đầu tiên trước Alexander Zverev sau khi bị chấn thương bụng và sau đó rút lui. Tsitsipas cũng rút lui vì chấn thương khuỷu tay.
Đây là lần thứ 4 cả hai tay vợt thay thế tham dự ATP Finals sau năm 1997, năm 1998 và năm 2005.

## Hạt giống
1. Novak Djokovic (Bán kết)
2. Daniil Medvedev (Chung kết)
3. Alexander Zverev (Vô địch)
4. Stefanos Tsitsipas (Vòng bảng, rút lui do chấn thương khuỷu tay phải)
5. Andrey Rublev (Vòng bảng)
6. Matteo Berrettini (Vòng bảng, rút lui do chấn thương bụng)
7. Hubert Hurkacz (Vòng bảng)
8. Casper Ruud (Bán kết)

## Thay thế
1. Jannik Sinner (thay thế Berrettini, vòng bảng)
2. Cameron Norrie (thay thế Tsitsipas, vòng bảng)
3. Aslan Karatsev (Không thi đấu)

## Kết quả

### Chung kết
|  | Bán kết | Bán kết          | Bán kết | Bán kết         | Bán kết |   |   | Chung kết        | Chung kết | Chung kết | Chung kết | Chung kết |  |
|  |         |                  |         |                 |         |   |   |                  |           |           |           |           |  |
|  | 1       | Novak Djokovic   | 64      | 6               | 3       |   |   |                  |           |           |           |           |  |
|  | 1       | Novak Djokovic   | 64      | 6               | 3       |   |   |                  |           |           |           |           |  |
|  | 3       | Alexander Zverev | 7       | 4               | 6       |   |   |                  |           |           |           |           |  |
|  | 3       | Alexander Zverev | 7       | 4               | 6       |   | 3 | Alexander Zverev | 6         | 6         |           |           |  |
|  |         |                  |         |                 |         |   | 3 | Alexander Zverev | 6         | 6         |           |           |  |
|  |         |                  | 2       | Daniil Medvedev | 4       | 4 |   |                  |           |           |           |           |  |
|  | 2       | Daniil Medvedev  | 2       | Daniil Medvedev | 4       | 4 | 6 | 6                |           |           |           |           |  |
|  | 2       | Daniil Medvedev  |         |                 |         |   |   |                  |           |           |           |           |  |
|  | 8       | Casper Ruud      | 4       | 2               |         |   |   |                  |           |           |           |           |  |

### Bảng Xanh
|      |                                   | Djokovic             | Tsitsipas Norrie          | Rublev                  | Ruud                      | RR T–B  | Set T–B            | Game T–B               | Xếp hạng |
| 1    | Novak Djokovic                    |                      | 6–2, 6–1 (v/ Norrie)      | 6–3, 6–2                | 7–6(7–4), 6–2             | 3–0     | 6–0 (100%)         | 37–16 (70%)            | 1        |
| 4 10 | Stefanos Tsitsipas Cameron Norrie | 2–6, 1–6 (v/ Norrie) |                           | 4–6, 4–6 (v/ Tsitsipas) | 6–1, 3–6, 4–6 (v/ Norrie) | 0–1 0–2 | 0–2 (0%) 1–4 (20%) | 8–12 (40%) 16–25 (39%) | X 4      |
| 5    | Andrey Rublev                     | 3–6, 2–6             | 6–4, 6–4 (v/ Tsitsipas)   |                         | 6–2, 5–7, 6–7(5–7)        | 1–2     | 3–4 (43%)          | 34–36 (49%)            | 3        |
| 8    | Casper Ruud                       | 6–7(4–7), 2–6        | 1–6, 6–3, 6–4 (v/ Norrie) | 2–6, 7–5, 7–6(7–5)      |                           | 2–1     | 4–4 (50%)          | 37–43 (46%)            | 2        |

### Bảng Đỏ
|     |                                 | Medvedev                             | Zverev                                 | Berrettini Sinner                      | Hurkacz              | RR T–B  | Set T–B             | Game T–B             | Xếp hạng |
| 2   | Daniil Medvedev                 |                                      | 6–3, 6–7(3–7), 7–6(8–6)                | 6–0, 6–7(5–7), 7–6(10–8) (v/ Sinner)   | 6–7(5–7), 6–3, 6–4   | 3–0     | 6–3 (67%)           | 56–43 (57%)          | 1        |
| 3   | Alexander Zverev                | 3–6, 7–6(7–3), 6–7(6–8)              |                                        | 7–6(9–7), 1–0, bỏ cuộc (v/ Berrettini) | 6–2, 6–4             | 2–1     | 5–2 (71%)           | 36–31 (54%)          | 2        |
| 6 9 | Matteo Berrettini Jannik Sinner | 0–6, 7–6(7–5), 6–7(8–10) (v/ Sinner) | 6–7(7–9), 0–1, bỏ cuộc (v/ Berrettini) |                                        | 6–2, 6–2 (v/ Sinner) | 0–1 1–1 | 0–2 (0%)† 3–2 (60%) | 0–0 (0%) 25–23 (52%) | X 3      |
| 7   | Hubert Hurkacz                  | 7–6(7–5), 3–6, 4–6                   | 2–6, 4–6                               | 2–6, 2–6 (v/ Sinner)                   |                      | 0–3     | 1–6 (14%)           | 24–42 (36%)          | 4        |

† Theo quy định của ATP, trận đấu Berrettini bỏ cuộc trước Zverev được tính là một trận thua trắng 2 set (và không tính game) trong việc xác định xếp hạng vòng bảng.
Tiêu chí xếp hạng: 1) Số trận thắng; 2) Số trận; 3) Trong 2 tay vợt đồng hạng, kết quả đối đầu; 4) Trong 3 tay vợt đồng hạng, tỉ lệ % set thắng, sau đó tỉ lệ % game thắng; 5) Xếp hạng ATP